# Tropenbiologie
|  | Dieser Artikel wurde aufgrund von formalen oder inhaltlichen Mängeln in der Qualitätssicherung Biologie zur Verbesserung eingetragen. Dies geschieht, um die Qualität der Biologie-Artikel auf ein akzeptables Niveau zu bringen. Bitte hilf mit, diesen Artikel zu verbessern! Artikel, die nicht signifikant verbessert werden, können gegebenenfalls gelöscht werden. Lies dazu auch die näheren Informationen in den Mindestanforderungen an Biologie-Artikel. |

Die Tropenbiologie (häufig Synonym zur Tropenökologie) ist ein Forschungsfeld der Organismischen Biologie. Sie befasst sich mit Organismen und deren Beziehung zueinander auf verschiedenen organisatorischen, räumlichen und taxonomischen Skalen in den Tropen.
Die tropenbiologisch arbeitenden Wissenschaftler sind im deutschsprachigen Raum in der Gesellschaft für Tropenökologie gtö organisiert. Daneben gibt es Spezialorganisationen wie die Gesellschaft für Tropenornithologie, die sich Teilaspekten der Tropenbiologie widmen.
Neben den Naturforschenden Museen in Deutschland (Senckenberg, ZGF, Museum König, Naturkundemuseum Berlin u. a.) arbeiten viele biologische Institute in diesem Feld. Der marinen Tropenbiologie widmet sich das Leibniz-Zentrum für Marine Tropenforschung (ZMT) in Bremen.
2009 verabschiedeten auf der gemeinsamen Jahrestagung die zwei führenden wissenschaftlichen Organisationen der Tropenökologie am 30. Juli 2009 die „Marburger Erklärung“. Darin fordern die Association for Tropical Biology and Conservation (ATCB) und die Gesellschaft für Tropenökologie (GTÖ), die globale Erwärmung zu verlangsamen und die Abholzung der Tropenwälder zu stoppen.